# Акиле Лауро
Лауро Де Маринис (итал. Lauro De Marinis; Верона,11. јул 1990), професионално познат као Акиле Лауро, је италијански певач, репер и текстописац. Популарност је стекао на италијанској хип хоп сцени и  представљао је Сан Марино на Песми Евровизије 2022. године.

## Биографија
Лауро Де Маринис је рођен 11. јула 1990. године у Верони, Италија. Његов отац, Никола Де Маринис, је професор и судија за прекршаје у Врховном касационом суду. Његова мајка, Кристина Замбон, сада је администратор холдинг компаније De Marinis Mgmt S.r.l. Одрастао је у Риму и са 14 година живео је са својим старијим братом, Федериком, након што су се његови родитељи преселили у други град.

## Каријера
Брат Акилеа Лаура, Федерико, био је продуцент и увео Лаура у свет андерграунд реп музике. Де Маринис је одлучио да користи уметничко име Акиле Лауро након што су људи његово име Лауро повезивали са Акилеом Лауром, власником истоименог брода за крстарење који је отет 1985. и потонуо 1994. године, током његовог детињства.
Након потписивања уговора са Roccia Music, Лауров дебитантски студијски албум Achille Idol Immortale објављен је 27. фебруара 2014. године.
У октобру 2017, Лауро је потписао уговор са продукцијском кућом Сони Мјузик. Следеће године, 22. јуна, објавио је свој четврти студијски албум Pour l'amour.
2020. године објављено је да ће Акиле Лауро постати главни креативни директор Elektra Records/Warner Music Италија. Дана 24. јула те године, Лауро је објавио шести студијски албум 1990, који је био његов први албум који је достигао прво место на италијанским топ листама.
У децембру 2021. године објављено је да ће се Лауро по трећи пут такмичити на музичком фестивалу у Санрему са песмом „Domenica“. Године 2022. такмичио се заједно са Харлем Госпел Хором и завршио на четрнаестом месту. Неколико дана након Санрема 2022, објављено је да ће Лауро учествовати као афирмисани уметник у финалу Una voce per San Marino, националном финалу Сан Марина како би се одредио њихов представник за Песму Евровизије 2022. године  Са песмом "Stripper", Лауро је победио.

## Контроверзе

### Санремо 2019. године
На музичком фестивалу у Санрему 2019, Лаурова песма "Rolls Royce" изазвала је контроверзу јер је Striscia la notizia спекулисала да је песма о дроги, тачније о екстазију, због референци познатих извођача за које се знало да су узимали дрогу, укључујући Ејми Вајнхаус и Џима Моррисона.

### Санремо 2022. године
На музичком фестивалу у Санрему 2022, Лаурово извођење „Domenica“ изазвало је контроверзу пошто је током свог наступа извео лажно крштење, што је довело до тога да бискуп Санрема, Антонио Суета, протестује због наступа.

## Дискографија

### Студијски албуми
| Назив                  | Година |
| ---------------------- | ------ |
| Achille Idol Immortale | 2014   |
| Dio c'è                | 2015   |
| Ragazzi madre          | 2016   |
| Pour l'amour           | 2018   |
| 1969                   | 2019   |
| 1990                   | 2020   |
| 1920                   | 2020   |
| Lauro                  | 2022   |